# Top Brands Distribution
Top Brands Distribution (TBD) este a doua mare companie de distribuție a bunurilor de larg consum din România.
Cifra de afaceri:
- 2009: 308 milioane euro[1]
- 2008: 315 milioane euro[2]
- 2007: 224,7 milioane euro[3]